# Stella Rimington
Stella Rimington DCB (Londen, 13 mei 1935 – 3 augustus 2025) was hoofd van de Britse veiligheidsdienst MI5 en auteur van spionageromans. Zij was van 1992 tot 1996 directeur-generaal van MI5. Zij was de eerste vrouwelijke directeur-generaal en ook de eerste van wie de naam bij benoeming werd bekendgemaakt. Onder haar bewind werden er initiatieven ondernomen om de veiligheidsdienst meer in de openheid te brengen en ging MI5 een grotere rol spelen in de strijd tegen republikeinse paramilitaire groepen in Noord-Ierland. Na haar vertrek bij MI5 schreef ze een serie spionageromans.

## Jeugd en opleiding
Rimington werd in Londen geboren als Stella Whitehouse. In 1939 verhuisde haar familie naar Essex omdat het tijdens te Tweede Wereldoorlog te gevaarlijk zou worden in Londen.  In verband met het werk van haar vader verhuisde de familie daarna naar Barrow-in-Furness in Cumbria, vervolgens naar Ilkeston in  Derbyshire, en ten slotte naar Nottingham in de Midlands, waar Rimington leerling was op de Nottingham High School for Girls. De laatste zomer van de middelbare school werkte ze als au pair in Parijs.
In 1954 ging ze Engels studeren aan de Universiteit van Edinburgh. Ze studeerde af in 1958 en deed daarna een managementopleiding aan de Universiteit van Liverpool. In 1959 werd ze archivaris bij  een regionaal overheidsarchief in Worcester.  In 1963 trouwde ze met John Rimington en verhuisde naar Londen, waar ze een baan kreeg in de bibliotheek van het India Office.  In 1965 verhuisde het echtpaar Rimington naar India, waar John Rimington  ging werken bij de Britse High Commission (in een land dat lid is van het Gemenebest het equivalent van een Britse ambassade).

## India en MI5
In 1967 werd Rimington gevraagd om een van de ambtenaren van de High Commission te ondersteunen bij zijn werk. Hij bleek de vertegenwoordiger van de Britse geheime dienst MI5 in India te zijn. Zij bleef op het Indiase bureau van MI5 werken totdat zij en haar man in 1969 teruggingen naar Londen. Daar kreeg ze een vaste baan bij MI5. Tussen 1969 en 1990 werkte Rimington bij de drie secties van MI5: contraspionage,  bestrijding van staatsondermijnende activiteiten en terrorismebestrijding. Tijdens de mijnwerkersstaking (1984-1985) mengde ze zich regelmatig onder stakers om informatie te verzamelen.  In 1990 werd ze plaatsvervangend directeur-generaal van MI5 en was ze verantwoordelijk voor de verhuizing van de dienst naar de nieuwe locatie Thames House. In december 1991 bracht ze een bezoek aan Moskou. Dit was het eerste vriendschappelijke contact tussen de Britse inlichtingendiensten en hun oude vijand de KGB. Bij haar terugkeer werd ze benoemd tot directeur-generaal. Voor het eerst in de geschiedenis werd de naam van de nieuwe directeur-generaal bekendgemaakt.

## Directeur-Generaal MI5
In de maanden na haar benoeming deed de Britse pers voortdurend pogingen om erachter te komen wie Rimington was. Het tijdschrift New Statesman en de krant The Independent publiceerden in het geheim genomen foto's van haar. Rimington gaf ondertussen leiding aan een public relations campagne om de geheime dienst transparanter en meer open naar de buitenwereld te maken. In 1993 publiceerde MI5 een brochure met de titel 'De veiligheidsdienst' waarin voor het eerst informatie over de activiteiten en taken van MI5 werd gegeven. Ook bevatte het boekje een foto van Rimington. Ook ging MI5 voor het eerst dossiers overdragen aan de National Archives, het Britse nationale archief. Een andere prioriteit tijdens haar directeurschap was de strijd tegen de IRA in Noord-Ierland, waarin MI5 een leidende rol ging spelen. In 1996 ging Rimington met pensioen. Ze werd benoemd tot Dame Commander of the Order of the Bath en mag zich sindsdien 'dame Stella' noemen.

## Auteurschap en andere activiteiten
Na haar vertrek bij MI5 was Rimington betrokken als commissaris bij een aantal ondernemingen, o.a. het winkelbedrijf Marks & Spencer. Ze maakte ook deel uit van de Archive Task Force, een werkgroep die advies uitbracht over de toekomst van archieven in het Verenigd Koninkrijk.
In 2001 publiceerde ze haar memoires onder de titel Open Secret. De Britse regering had met enige tegenzin toestemming gegeven voor deze publicatie. In 2004 verscheen At Risk, haar eerste spionageroman met als hoofdpersoon Liz Carlyle, een vrouwelijke agent van de inlichtingendienst. In de jaren daarna publiceerde ze nog zeven romans. Haar werk past in een Britse traditie van spionageromans geschreven door voormalige spionnen zoals John Bingham, John le Carré en Ted Allbeury.
Ze haalde een aantal keer de publiciteit met controversiële uitspraken. Zo maakte ze duidelijk dat ze tegen de invoering van een nationale identiteitskaart was, noemde ze de Amerikaanse reactie op de aanslagen van 11 september buiten proportie, en gaf ze aan dat de regering Brown de bevolking bewust bang maakte voor aanslagen om zo wetgeving te kunnen invoeren die burgervrijheden beperkte. In 2009 verklaarde ze dat bepaalde dossiers die onder haar voorgangers door MI5 waren aangelegd inmiddels waren vernietigd. Daarbij werd niet duidelijk of dit was gebeurd onder haar bewind bij MI5, of tijdens haar betrokkenheid bij de Archive Task Force. In 2011 was Rimington voorzitter van de jury van de ManBooker Prize, een belangrijke Britse literaire prijs. Zij en haar mede-juryleden kregen kritiek omdat ze leesbaarheid hoger zouden hebben gewaardeerd dan literaire kwaliteit. Tijdens haar toespraak bij de prijsuitreiking vergeleek Rimington vervolgens de Britse literaire critici met de KGB.
In 2009 kreeg ze een eredoctoraat in de sociale wetenschappen van Nottingham Trent University voor haar initiatieven om de geheime dienst meer in de openheid te brengen.
Rimington overleed op 3 augustus 2025 op 90-jarige leeftijd.

## Publicaties

### Autobiografie
- Open Secret: The Autobiography of the Former Director-General of MI5. (2001)

### Romans
- At Risk (2004) (Nederlandse vertaling: De Onzichtbare)
- Secret Asset (2006)
- Illegal Action (2007)
- Dead Line (2008)
- Present Danger (2009)
- Rip Tide (2011)
- The Geneva Trap (2012)
- Close Call (2014)
- Breaking Cover (2016)
- The Moscow Sleepers (2018)